# Canton de Saint-François
Le canton de Saint-François est une circonscription électorale française située dans le département et région de la Guadeloupe.

## Histoire
- De 1945 à 1951, le canton de Saint-François était rattaché au canton de Pointe-à-Pitre.

- Un nouveau découpage territorial de la Guadeloupe entre en vigueur à l'occasion des premières élections départementales suivant le décret du 24 février 2014[1]. Les conseillers départementaux sont, à compter de ces élections, élus au scrutin majoritaire binominal mixte. Les électeurs de chaque canton élisent au Conseil départemental, nouvelle appellation du Conseil général, deux membres de sexe différent, qui se présentent en binôme de candidats. Les conseillers départementaux sont élus pour 6 ans au scrutin binominal majoritaire à deux tours, l'accès au second tour nécessitant 12,5 % des inscrits au 1er tour. En outre la totalité des conseillers départementaux est renouvelée. Ce nouveau mode de scrutin nécessite un redécoupage des cantons dont le nombre est divisé par deux avec arrondi à l'unité impaire supérieure si ce nombre n'est pas entier impair, assorti de conditions de seuils minimaux[2]. Dans la Guadeloupe, le nombre de cantons passe ainsi de 40 à 21. Le canton de Saint-François est agrandi par ce décret passant de 1 commune à 2 communes + une fraction.

## Représentation

### Représentation avant 2015
| Période                                                 | Période      | Identité                                       | Étiquette                       | Qualité |
| ------------------------------------------------------- | ------------ | ---------------------------------------------- | ------------------------------- | --- |
| 1951                                                    | 1989 (décès) | Lucien Bernier                                 | SFIO puis DVG puis UDF puis DVD | Avocat Maire de Saint-François (1947-1989) Sénateur (1958-1968) Ancien conseiller général de Pointe-à-Pitre (1945-1949) Président du conseil général (1973-1976 et 1979-1982) |
| 1989                                                    | 1994         | Ernest Moutoussamy                             | PCG puis PPDG                   | Professeur de collège Député (1981-2002) Maire de Saint-François (1989-2008)                                                                                                  |
| 1994                                                    | 2001         | Blaise Élatré                                  | PPDG                            | Chef d'entreprise Adjoint au maire de Saint-François |
| 2001                                                    | 2015         | Laurent Bernier (petit-fils de Lucien Bernier) | OG-UMP                          | Chef d'entreprise Maire de Saint-François (2008-2020) Suppléant de la députée Gabrielle Louis-Carabin (2002-2007) Créateur du Rassemblement pour une Guadeloupe nouvelle      |
| Les données antérieures ne sont pas encore mentionnées. |              |                                                |                                 | |

### Représentation depuis 2015
| Période élective | Période élective | Mandat | Mandat       | Identité                | Nuance | Nuance | Qualité |
| ---------------- | ---------------- | ------ | ------------ | ----------------------- | ------ | ------ | --- |
| 2015             | 2021             | 2015   | 2021 (décès) | Laurent Bernier         |        | LR     | Chef d'entreprise Maire de Saint-François (2008-2020)                                                             |
| 2015             | 2021             | 2015   | 2021         | Baptista Robert-Lamponi |        | LR     | Fonctionnaire de l'Education Nationale Ancienne adjointe au maire de La Désirade                                  |
| 2015             | 2021             | 2021   | 2021         | Bernard Hira            |        | LR     | Entrepreneur de maçonnerie, ancien conseiller municipal de Saint-François                                         |
| 2021             | 2028             | 2021   | en cours     | Jean-Luc Périan         |        | DVG    | Conseiller en insertion professionnelle, 2ème adjoint au maire de Saint-François, maire depuis le 16 juillet 2024 |
| 2021             | 2028             | 2021   | en cours     | Sabrina Robin           |        | DVG    | Professeure, conseillère municipale de La Désirade, membre du GUSR                                                |

### Résultats détaillés

#### Élections de mars 2015
À l'issue du 1er tour des élections départementales de 2015, deux binômes sont en ballottage : Laurent Bernier et Baptista Robert-Lamponi (UMP, 50,22 %) et Sophie Peroumal Sylvanise et Jean Suedois (PG, 18,26 %). Le taux de participation est de 42,59 % (6 275 votants sur 14 732 inscrits) contre 44,45 % au niveau départemental et 50,17 % au niveau national.
Au second tour, Laurent Bernier et Baptista Robert-Lamponi (UMP) sont élus avec 60,63 % des suffrages exprimés et un taux de participation de 46,25 % (3 847 voix pour 6 813 votants pour 14 732 inscrits).

#### Élections de juin 2021
Le premier tour des élections départementales de 2021 est marqué par un très faible taux de participation (33,26 % au niveau national). Dans le canton de Saint-François, ce taux de participation est de 28,18 % (4 432 votants sur 15 729 inscrits) contre 30,59 % au niveau départemental. À l'issue de ce premier tour, deux binômes sont en ballottage : Jean-Luc Perian et Sabrina Robin (DVG, 43,31 %) et Teddy Mary et Sophie Peroumal Sylvanise (DVG, 42,81 %).
Le second tour des élections est marqué une nouvelle fois par une abstention massive équivalente au premier tour. Les taux de participation sont de 34,36 % au niveau national, 37,59 % dans le département et 35,93 % dans le canton de Saint-François. Jean-Luc Perian et Sabrina Robin (DVG) sont élus avec 53,86 % des suffrages exprimés (2 794 voix pour 5 651 votants et 15 726 inscrits),,. 

## Composition

### Composition avant 2015
Le canton de Saint-François comprenait 1 commune :
- Saint-François

### Composition depuis 2015
| Nom                                    | Code Insee | Intercommunalité        | Superficie (km2) | Population (dernière pop. légale)               | Densité (hab./km2) | Modifier                                    |
| -------------------------------------- | ---------- | ----------------------- | ---------------- | ----------------------------------------------- | ------------------ | ------------------------------------------- |
| Saint-François (bureau centralisateur) | 97125      | CA La Riviéra du Levant | 61,00            | 13 249 (2022)                                   | 217                | modifier les données · modifier les données |
| La Désirade                            | 97110      | CA La Riviéra du Levant | 21,12            | 1 349 (2022)                                    | 64                 | modifier les données · modifier les données |
| Sainte-Anne                            | 97128      | CA La Riviéra du Levant | 80,29            | Fraction : 3 781 (2022) Commune : 24 415 (2022) | 304                | modifier les données · modifier les données |
| Canton de Saint-François               | 97116      |                         |                  | 18 379 (2022)                                   |                    | modifier les données                        |

Le canton de Saint-François regroupe désormais :
1. deux communes entières,
2. la partie de la commune de Sainte-Anne située au sud d'une ligne définie par l'axe des voies et limites suivantes : depuis le littoral méridional, rue Lethière (direction Nord-Est), boulevard Marcellin-Lubeth, route des Hauteurs, tronçon de route (direction Sud-Est) rejoignant la route de French, route de French (direction Nord), route nationale 4, jusqu'à la limite territoriale de la commune de Saint-François.

## Démographie
En 2022, le canton comptait 18 379 habitants, en évolution de +0,97 % par rapport à 2016 (Guadeloupe : −2,67 %, France hors Mayotte : +2,11 %).
| 2013   | 2018   | 2022   |
| ------ | ------ | ------ |
| 19 879 | 17 274 | 18 379 |